# Ewa Mizdal
Ewa Justyna Mizdal (Lublin, 18 de julio de 1987) es una deportista polaca que compitió en halterofilia.
Ganó una medalla de bronce en el Campeonato Europeo de Halterofilia de 2014, en la categoría de 75 kg. Participó en los Juegos Olímpicos de Londres 2012, ocupando el cuarto lugar en la misma categoría.

## Palmarés internacional
| Campeonato Europeo | Campeonato Europeo | Campeonato Europeo | Campeonato Europeo |
| Año                | Lugar              | Medalla            | Categoría          |
| ------------------ | ------------------ | ------------------ | ------------------ |
| 2014               | Tel Aviv (Israel)  | Medalla de bronce  | 75 kg              |